# مصطفى شكري عشو
مصطفى شكري عُشّو خياط من القدس وعضو فرقة المقاومة المسمّاة «الجهاد المقدس» التي كانت تقاتل الصهاينة بقيادة فوزي القطب آنذاك، وهو المتهم بقتل الملك عبد الله الأول في القدس.

## اغتيال الملك عبدالله الاول
في يوم الجمعة 20 يوليو 1951، وبينما كان الملك عبد الله داخلاً إلى المسجد الأقصى لأداء صلاة الجمعة قام مصطفى شكري باغتياله؛ حيث أطلق ثلاث رصاصات إلى رأسه وصدره. لاحقًا اُتهم عشرة أفراد بالتآمر والتخطيط للاغتيال وحوكموا في عمّان.
الإدّعاء قال في مرافعاته إن العقيد عبد الله التل، حاكم القدس العسكري سابقا، والدّكتور موسى عبد الله الحسيني كانوا المتآمرين الرئيسين، العقيد التّل كان على اتصال مباشر مع المفتي السابق للقدس، الحاج أمين الحسيني، وأتباعه في الضفة الغربية التي هي جزءٌ من المملكة الأردنية الهاشمية حينئذ. تبين في التحقيقات أن سبب ذلك شائعات عن قيام الملك بالتحضير لتوقيع اتفاقية سلام منفصلة مع إسرائيل.